# Liste der finnischen Feuerschiffspositionen
In der Liste der finnischen Feuerschiffspositionen sind die Stationen der ehemaligen bemannten finnischen Feuerschiffe mit ihrer geographischen Position verzeichnet. Dazugehörig sind chronologisch, soweit bekannt, die eingesetzten jeweiligen Feuerschiffe aufgelistet.

## Übersicht
Durch die Abtretung des bis dahin jahrhundertelang zu Schweden gehörigen Finnlands kam 1809 die nordwestliche Hälfte des Ladogasees als Teil des Großfürstentums Finnland zu Russland. Dieser Teil des Sees wurde 1918 mit der Unabhängigkeit Finnlands finnisches Staatsgebiet.
Im Herbst 1939 hatte die Sowjetunion Finnland mit Gebietsforderungen in der Karelischen Landenge konfrontiert und daraufhin griff die Rote Armee im sowjetisch-finnischen Winterkrieg am 30. November 1939 das Nachbarland an. Durch das Ausbleiben erhoffter Hilfe durch Schweden, Großbritannien, Frankreich sowie des Völkerbundes beendeten am 13. März 1940 die Parteien den Krieg mit einem diktierten Friedensvertrag. Finnland konnte durch die Annexion seine Unabhängigkeit wahren, musste aber erhebliche territoriale Zugeständnisse machen, insbesondere große Teile Kareliens abtreten und wurde zum Staatsgebiet der Sowjetunion.
Mit der Entwicklung der Seeschifffahrt, besonders der Frachtsegler und dem enormen zahlenmäßigen Anstieg der Dampfschiffe, ging auch die navigatorische Sicherstellung durch den Bau von Leuchttürmen in Finnland im 18. und 19, Jahrhundert einher. Aufgrund der örtlichen Bedingungen der Küstenlinie sowie der Schifffahrtsrouten zu den klassischen Anlandehäfen wurde auch der Einsatz schwimmender bemannter und mit einem Leuchtfeuer ausgestatteter Schiffe erforderlich. Feuerschiffe sind beleuchtete Navigationshilfen, die in tiefem Wasser oder an gefährlichen Stellen verankert wurden. Sie sind an ihrer markanten Form, dem meist roten Rumpf und der mittschiffs erhöhten Laterne zu erkennen.
Es waren mehr als 10 Feuerschiff-Stationen mit weit mehr Feuerschiffen in einem Zeitraum von über 100 Jahren finnischer Seefahrtsgeschichte im Einsatz. Nur wenige Feuerschiffe, mittlerweile über 100-jährig, sind heute noch als Museum-Schiff oder Restaurant-Schiff als Zeitzeuge erhalten geblieben und sind wichtige Kulturdenkmale der finnischen maritimen Geschichte.

## Finnische Leuchtfeuerschiffe

### Finnlands erstes Leuchtfeuerschiff
Finnlands erstes Feuerschiff QVARKEN (SNIPAN) wurde 1868 im Kvarken des bottnischen Meerbusens vor der Stadt Vaasa im Untiefengebiet Snipansgrund nordwestlich der Insel Raippaluoto stationiert. Von 1885 bis zu seiner Außerdienststellung 1888 versah es noch seinen Dienst auf der Station Relandersgrund vor Rauma. Insgesamt gab es in finnischen Seegebieten 16 Feuerschiffe. Wenn der Standort des Feuerschiffs geändert wurde, wurde auch der Name des Schiffs geändert, um ihn an den Standort der Feuerschiffs-Position anzupassen.

### Finnische Feuerschiffe nach Baujahr
- Nr. 1 MARJANIEMI[1] (1794–1881); als kleines hölzernes unbemanntes Schiff mit einem Topp-Ball am Mast, jedoch ohne Feuer. Der Neubau des gleichnamigen Leuchtturm Marjaniemi sicherte ab 1871 die Ansteuerung nach Oulu.
- Nr. 2 KALBÄDAGRUND[2] (1857–1931); bis 1918 russisch КАЛБОДЕНГРУНДЬ, als No.149 auf S. 130-131 im russ. LF-Verzeichnis von 1900, als Hilfs- und Wohnschiff MKH 3 bis 1938, in ein Frachtschiff umgebaut KALEVA später REGINA, 1963 verschrottet.
- Nr. 3 QVARKEN (SNIPAN), Kvarken[3] (1868–1888); als Holzboot Segel-Schoner in Turku gebaut, von 1885 auf Station Relandersgrund, nach Außerdienststellung verkauft und 1889 aufgelegt.
- Nr. 4 TAIPALEENLUOTO, Ladogasee[4] (1878–1939); auf der Werft „Wm. Crichton & Co.“ in Turku 1877 gebaut und auf Station bis zur Annexion im Winterkrieg und als Kriegsentschädigung an die Sowjetunion, Verbleib unbekannt.
- Nr. 5 STORKALLEGRUND, Bottensee[5] (1879–1957); Umbau in ein Frachtschiff, 1966 gesunken.
- Nr. 6 WERKKOMATALA[6] (1884–1933); als Hilfs- und Wohnschiff MKH 4 bei Verholung gestrandet und gesunken, nach Bergung 1955 zum Abwracken nach Turku.
- Nr. 7 NAHKIAINEN[7] (1885–1956); als No.425 auf S. 568-569 im russ. LF-Verzeichnis von 1900, 1956 durch Leuchtturm vor Raahe ersetzt, Umbau als Lastkahn, um 1970 verschrottet.
- Nr. 8 SNIPAN II, Kvarken[8] (1885–1944); 1885 auf der „Hietalahti“ Werft in Helsinki gebaut und als No.398 auf S. 546-547 im russ. LF-Verzeichnis von 1900, auf Station bis 1944, im Sturm gesunken und zerstört.
- Nr. 9 HELSINGKALLAN, Bottenwiek[9] (1885–1960); nach Außerdienststellung verkauft, immer noch im privaten Gebrauch.
- Nr. 10 RELANDERSGRUND[10] (1888–1937); auf Station, nach Bergung und Reparatur bis zur Außerdienststellung als RESERVE I und Hilfsschiff VUOLLE bis 1978, bis 1995 als RELLU in Kotka, seit 2013 ein Restaurantschiff in Helsinki.
- Nr. 11 ÄRANSGRUND[11] (1892–1953); bis 1901 Ersatzschiff bis 1931 Station Äransgrund, als No.161 auf S. 138-139 im russ. LF-Verzeichnis von 1900, ab 1932 Station Kalbådagrund, nach Außerdienststellung Umbau als Frachtschiff ARLE, um 1980 als Restaurantschiff in Vaasa.
- Nr. 12 PLEVNA[12] (1892–1956); auf Station Nahkiainen und Kemi, Unterkunfts- und Hilfsschiff bis 1978, wurde um 1980 abgewrackt.
- Nr. 13 KEMI[13] (1901–1974); gebaut 1901 in den „Mechanischen Werkstätten“ in Pori, auf Stationen Äransgrund, Relandersgrund und Kemi, seit 1975 Museumsschiff in Helsinki und seit 2007 Schiffahrtsmuseum in Kotka.
- Nr. 14 STORBROTTEN[14] (1908–1922); bei „Maskin & Bro AB“ in Helsinki gebaut, Holzschiff mit Eisenrumpf, auf Station nördlich von Lågskär, durch eine Treibmine auf See zerstört.[15]
- Nr. 15 HELSINKI[16] (1912–1959); gebaut in St. Petersburg, Russland, bis 1918 russisch ЛИБАВСКIЙ- lettisch, ab 1918 als finnische Kriegsbeute auf Station Relandersgrund, ab 1921 Station Äransgrund, nach Umbenennung HELSINKI bis Außerdienststellung, von 1961 Umbau als Hilfsschiff  HYÖKY bis 1983, um 1984 als Restaurantschiff und seit 2007 Museumsschiff in Hamina.
- Nr. 16 STORBROTTEN II[17] (1925–1959); 1923 auf Schiffswerft „Ab Vulcan“, Bau-Nr. 76 in Turku gebaut, bis 1959 auf Station, Hilfsschiff PAUHA bis 1979, beim Abschleppen im Saimaa-Kanal (sowjetisch) gestrandet, Wrack.
- Nr. 17 ASTRACHANSKI-PRIJOMNY (1961–1990er) auf der Werft „Oy Laivateollisuus Ab“ in Turku, baugleich zur IRBENSKI für die Sowjetunion; wurde im Kaspischen Meer eingesetzt, 2008 aus dem Schiffsregister gestrichen und verschrottet. Die Leuchtfeuer-Laterne ist in Astrachan am Liegeplatz des Hydrografischen Dienstes aufgestellt.
- Nr. 18 IRBENSKI (1962–1986); russisch ИРБЕНCKИЙ auf Station 24 Jahre in der gleichnamigen Irbenstraße, Lettland verankert. Es waren die letzten zwei bemannten Feuerschiffsneubauten der Welt. Ab 2009 im Museum der Weltmeere, in Kaliningrad.[18]
- Nr.19 VINGA[19] (1926–1965); gebaut in Helsingborg, Schweden als ex. FLADEN auf Station, 1929 Station Vinga bis zur Außerdienststellung, Wohnschiff LEDAREN bis 1978 Skeppsholmgarden, seit 2009 finnisch VINGA auf Insel Hylkysaari, Helsinki.

### Finnlands letztes Leuchtfeuerschiff
Die Station des letzten Feuerschiffes Finnlands lag vor Kemi. Das Feuerschiff KEMI wurde 1973 durch zwei fest installierte Caisson-Leuchttürme ersetzt. Sie stellten eine neue Technologie dar, bei der der Leuchtturm durch ein im Meeresboden versenktes Stahlrohr getragen wurde. Allerdings musste das Feuerschiff im Sommer 1974 zu seiner Station zurückgebracht werden, da im Frühjahr aufgrund schwieriger Eisverhältnisse beide Caisson-Leuchttürme über der Wasserlinie gesprengt und die Turmteile repariert werden mussten. Die durch Eisgang verursachten Verschiebungen hatten die Gasleitungen der Leuchttürme zerstört und die daraus resultierende Explosion hatte die Ausrüstung zerstört. Der neue Kemi-Leuchtturm (C4082.5, 18796) wurde 1975 mit der traditionellen Caisson-Technologie gebaut. Im Leuchtturm wurde auch Finnlands erste automatische Wetterbeobachtungsstation installiert.

## Stationen finnischer Feuerschiffe
Geografisch sind die Feuerschiff-Stationen entlang der finnischen Küste von Osten (Finnischer Meerbusen) nach Westen/Norden (Älandsee, Bottnischer Meerbusen) aufgeführt.
| Stationsname           | Auslegung                           | Aufhebung            | Bereich                                    | Stationsposition             | Bemerkungen                                      |                      |                      |                      |                      |                      |                      |                      |
| Ladogasee (russisch)   | Ladogasee (russisch)                | Ladogasee (russisch) | Ladogasee (russisch)                       | Ladogasee (russisch)         | Ladogasee (russisch)                             | Ladogasee (russisch) | Ladogasee (russisch) | Ladogasee (russisch) | Ladogasee (russisch) | Ladogasee (russisch) | Ladogasee (russisch) | Ladogasee (russisch) |
| ---------------------- | ----------------------------------- | -------------------- | ------------------------------------------ | ---------------------------- | ------------------------------------------------ | -------------------- | -------------------- | -------------------- | -------------------- | -------------------- | -------------------- | -------------------- |
| Station Taipaleenluoto | FS TAIPALEENLUOTO, vor 1940         |                      | Ladogasee                                  | 60° 36′ 39″ N, 30° 38′ 17″ O | Station: besetzt von 1877 bis 1939               |                      |                      |                      |                      |                      |                      |                      |
| TAIPALEENLUOTO         | 1877                                | 1940                 | Ladogasee                                  | FIN-114                      | Ehemaliges Feuerschiff TAIPALEENLUOTO            |                      |                      |                      |                      |                      |                      |                      |
| Viipuri (russisch)     |                                     |                      |                                            |                              |                                                  |                      |                      |                      |                      |                      |                      |                      |
| Station Werkkomatala   | FS WERKKOMATALA, um 1894            |                      | Ostsee, Finnischer Meerbusen               | 60° 17′ 21″ N, 28° 47′ 47″ O | Station: besetzt von 1884 bis 1933               |                      |                      |                      |                      |                      |                      |                      |
| WERKKOMATALA           | 1884                                | 1933                 | Finnischer Meerbusen, Ansteuerung Wiborg   | FIN-115                      | Ehemaliges Feuerschiff WERKKOMATALA              |                      |                      |                      |                      |                      |                      |                      |
| Kymenlaakso            |                                     |                      |                                            |                              |                                                  |                      |                      |                      |                      |                      |                      |                      |
| Station Kallbådagrund  | FS ARANSGRUND, um 1893              |                      | Ostsee, Finnischer Meerbusen               | 59° 59′ 27″ N, 25° 37′ 57″ O | Station: besetzt von 1854 bis 1953               |                      |                      |                      |                      |                      |                      |                      |
| KALLBÅDAGRUND          | 1857                                | 1918                 | Finnischer Meerbusen, Kalbodengrund        | FIN-103                      | Ehemaliges russisches Feuerschiff КАЛБОДЕНГРУНДЬ |                      |                      |                      |                      |                      |                      |                      |
| KALBÅDAGRUND II        | 1932                                | 1953                 | Finnischer Meerbusen, Kalbodengrund        |                              | Feuerschiff ÄRANSGRUND                           |                      |                      |                      |                      |                      |                      |                      |
| Kymenlaakso            |                                     |                      |                                            |                              |                                                  |                      |                      |                      |                      |                      |                      |                      |
| Station Äransgrund     | FS HELSINKI in Hamina, 2008         |                      | Ostsee, Finnischer Meerbusen               | 59° 58′ 0″ N, 24° 56′ 0″ O   | Station: besetzt von 1892 bis 1958               |                      |                      |                      |                      |                      |                      |                      |
| Gamla ÄRANSGRUND       | 1892                                | 1931                 | Finnischer Meerbusen, Äransgrund           | FIN-116                      | Feuerschiff ÄRANSGRUND                           |                      |                      |                      |                      |                      |                      |                      |
| ÄRANSGRUND II          | 1901                                | 1921                 | Finnischer Meerbusen, Äransgrund           |                              | Feuerschiff ÄRANSGRUND                           |                      |                      |                      |                      |                      |                      |                      |
| HELSINKI               | 1921                                | 1959                 | Finnischer Meerbusen, Ansteuerung Helsinki | FIN-027                      | Ehemaliges russisches Feuerschiff ЛИБАВСКIЙ      |                      |                      |                      |                      |                      |                      |                      |
| Åland Lemland          |                                     |                      |                                            |                              |                                                  |                      |                      |                      |                      |                      |                      |                      |
| Station Storbrotten    | FS STOREBROTTEN II, nach 1925       |                      | Bottnischer Meerbusen, Ålandsee            | 60° 14′ 31″ N, 19° 11′ 48″ O | Station: besetzt 1907 – 1958                     |                      |                      |                      |                      |                      |                      |                      |
| STORBROTTEN            | 1907                                | 1922                 | Ålandsee, nördlich von Lågskär             | FIN-112                      | Ehemaliges Feuerschiff STORBROTTEN               |                      |                      |                      |                      |                      |                      |                      |
| RESERVE 1              | 1922                                | 1925                 | Ålandsee, nördlich von Lågskär             |                              | Ehemaliges Feuerschiff RELANDERSGRUND            |                      |                      |                      |                      |                      |                      |                      |
| STORBROTTEN II         | 1925                                | 1958                 | Ålandsee, nördlich von Lågskär             |                              | Ehemaliges Feuerschiff STORBROTTEN               |                      |                      |                      |                      |                      |                      |                      |
| Satakunta Rauma        |                                     |                      |                                            |                              |                                                  |                      |                      |                      |                      |                      |                      |                      |
| Station Bottensee      | LS RELANDERSGRUND in Helsinki, 2013 |                      | Bottnischer Meerbusen, Bottensee           | 61° 7′ 0″ N, 21° 7′ 0″ O     | Station: besetzt 1888 - 1937                     |                      |                      |                      |                      |                      |                      |                      |
| RELANDERSGRUND         | 1888                                | 1914                 | Bottensee                                  | FIN-108                      | Ehemaliges Feuerschiff RELANDERSGRUND            |                      |                      |                      |                      |                      |                      |                      |
| RELANDERSGRUND II      | 1918                                | 1921                 | Bottensee                                  | FIN-027                      | Ehemaliges russisches Feuerschiff ЛИБАВСКIЙ      |                      |                      |                      |                      |                      |                      |                      |
| RELANDERSGRUND III     | 1922                                | 1933                 | Bottensee, Rauma                           |                              | Ehemaliges Feuerschiff ÄRANSGRUND II             |                      |                      |                      |                      |                      |                      |                      |
| Österbotten Kaskinen   |                                     |                      |                                            |                              |                                                  |                      |                      |                      |                      |                      |                      |                      |
| Station Storkallegrund | LS STORKALLEGRUND, um 1893          |                      | Bottensee                                  | 62° 42′ 0″ N, 20° 45′ 0″ O   | Station: besetzt 1880 - 1957                     |                      |                      |                      |                      |                      |                      |                      |
| STORKALLEGRUND         | 1880                                | 1957                 | Bottensee, südlicher Kvarken               | FIN-113                      | Ehemaliges Feuerschiff STORKALLEGRUND            |                      |                      |                      |                      |                      |                      |                      |
| Österbotten Vaasa      |                                     |                      |                                            |                              |                                                  |                      |                      |                      |                      |                      |                      |                      |
| Station Kvarken        | LS SNIPAN, um 1893                  |                      | Bottensee, Kvarken                         | 63° 27′ 0″ N, 20° 45′ 0″ O   | Station: besetzt 1868 - 1960                     |                      |                      |                      |                      |                      |                      |                      |
| QVARKEN (SNIPAN)       | 1868                                | 1884                 | Bottensee, Kvarken                         | FIN-107                      | Ehemaliges Feuerschiff SNIPAN                    |                      |                      |                      |                      |                      |                      |                      |
| SNIPAN                 | 1885                                | 1944                 | Bottensee, Kvarken                         | FIN-110                      | Ehemaliges Feuerschiff SNIPAN II                 |                      |                      |                      |                      |                      |                      |                      |
| SNIPAN III             | 1945                                | 1960                 | Bottensee, Kvarken                         |                              | Ehemaliges Feuerschiff HELSINGKALLAN             |                      |                      |                      |                      |                      |                      |                      |
| Österbotten Nykarleby  |                                     |                      |                                            |                              |                                                  |                      |                      |                      |                      |                      |                      |                      |
| Station Helsingkallan  | LS HELSINGKALLAN, um 1894           |                      | Bottenwiek                                 | 63° 36′ 52″ N, 22° 4′ 32″ O  | Station: besetzt 1885 - 1933                     |                      |                      |                      |                      |                      |                      |                      |
| HELSINGKALLAN          | 1885                                | 1933                 | südliche Bottenwiek                        | FIN-102                      | Feuerschiff HELSINGKALLAN                        |                      |                      |                      |                      |                      |                      |                      |
| Nordösterbotten Raahe  |                                     |                      |                                            |                              |                                                  |                      |                      |                      |                      |                      |                      |                      |
| Station Nahkiainen     |                                     |                      | Bottenwiek                                 | 64° 35′ 0″ N, 23° 53′ 0″ O   | Station: besetzt 1892 - 1956                     |                      |                      |                      |                      |                      |                      |                      |
| NAHKIAINEN             | 1892                                | 1905                 | Bottenwiek                                 | FIN-106                      | Ehemaliges Feuerschiff PLEVNA                    |                      |                      |                      |                      |                      |                      |                      |
| NAHKIAINEN             | 1906                                | 1956                 | Bottenwiek                                 | FIN-105                      | Feuerschiff NAHKIAINEN                           |                      |                      |                      |                      |                      |                      |                      |
| Lappland               |                                     |                      |                                            |                              |                                                  |                      |                      |                      |                      |                      |                      |                      |
| Station Plevna         |                                     |                      | Bottenwiek                                 | 65° 26′ 0″ N, 24° 22′ 0″ O   | Station: besetzt 1885 - 1932                     |                      |                      |                      |                      |                      |                      |                      |
| PLEWNA                 | 1889                                | 1905                 | Bottenwiek, Ansteuerung Kemi               | FIN-105                      | Ehemaliges Feuerschiff NAHKIAINEN                |                      |                      |                      |                      |                      |                      |                      |
| PLEVNA                 | 1906                                | 1932                 | Bottenwiek, Ansteuerung Kemi               | FIN-106                      | Feuerschiff PLEVNA                               |                      |                      |                      |                      |                      |                      |                      |
| Lappland Kemi          |                                     |                      |                                            |                              |                                                  |                      |                      |                      |                      |                      |                      |                      |
| Station Kemi           | FS KEMI, 2009                       |                      | Bottenwiek                                 | 65° 27′ 5″ N, 24° 16′ 47″ O  | Station: besetzt von 1933 bis 1974               |                      |                      |                      |                      |                      |                      |                      |
| KEMI                   | 1933                                | 1956                 | Bottenwiek, Ansteuerung Kemi               | FIN-106                      | Ehemaliges Feuerschiff PLEVNA                    |                      |                      |                      |                      |                      |                      |                      |
| KEMI II                | 1956                                | 1973                 | Bottenwiek, Ansteuerung Kemi               | FIN-104                      | Ehemaliges Feuerschiff ÄRANSGRUND II             |                      |                      |                      |                      |                      |                      |                      |

Anmerkungen
1. ↑  Das Feuerschiff wurde 1877 auf Forderung von Admiral Boris Nordman, Ltr. des Lotsen- u. Leuchtturminstituts, mit Laternenoptik der Pariser Firma Sautter & Cie (andere Quellen nennen Barbier et Fenestre, Paris (1862-1887)) auf der Werft „Crichton & Co. AB“ in Turku gebaut, 26 m, 200 t. Von 1878 bis 1940 auf Station im Untiefengebiet von Taipaleenluoto. Durch die Annexion in Folge des Winterkriegs ging 1944 das Feuerschiff als Kriegsreparation an die Sowjetunion. Der weitere Verbleib ist unbekannt.
2. ↑  Das Feuerschiff wurde 1884 in Helsinki bei „Skeppsdocka“ (der  späteren 								„Hietalhhti“ Werft) gebaut, 26 m 150 tn, als No.35 auf S. 44-45 im russ. LF-Verzeichnis von 1900. Von 1884 bis 1933 auf Station im Untiefengebiet von Verkkomtala. Im Jahre 1933 erfolgte die Außerdienststellung, nach Umbau von 1934 bis 1954 als Hilfs- und Wohnschiff MKH 4 in der Vermessungsexpedition. Bei der Verholung gestrandet und gesunken. 1955 nach der Bergung verkauft und zur Verschrottung nach Turku verbracht.
3. ↑  Das russische Feuerschiff wurde 1857 in Glasgow gebaut, von 1857 bis 1918 außerhalb von Porvoo im Untiefengebiet von Kalbådagrund, als No.149 auf S. 129-130 im russ. LF-Verzeichnis von 1900, mit schwarzer Schrift auf weißem Grund. Von 1918 bis zur Außerdienststellung 1931. Der weitere Verbleib bis 1937 als Hilfs- und Wohnschiff MKH 3 und von 1939 umgebaut als Frachtschiff KALEVA und REGINA im Einsatz, es wurde 1963 abgewrackt.
4. ↑  Das Feuerschiff wurde 1892 auf der Werft „Crichton & Co. AB“ in Turku gebaut, 29 m, 230 tn als Ersatzschiff gebaut, von 1901 bis 1931 auf Station Äransgrund, als No.161 auf S. 138-139 im russ. LF-Verzeichnis von 1900, ab 1932 Station im Untiefengebiet von Kalbådagrund, nach Außerdienststellung Umbau als Frachtschiff ARLE, um 1980 als Restaurantschiff in Vaasa.
5. ↑  Das Feuerschiff wurde 1892 auf der Werft „Crichton & Co. AB“ in Turku, 29 m, 230 tn als Ersatzschiff gebaut, von 1901 bis 1931 auf Station Äransgrund, als No.161 auf S. 138-139 im russ. LF-Verzeichnis von 1900, ab 1932 Station im Untiefengebiet von Kalbådagrund, nach Außerdienststellung Umbau als Frachtschiff ARLE, um 1980 als Restaurantschiff in Vaasa.
6. ↑  Das finnische Feuerschiff wurde 1900 - 1901 in den „Mechanischen Werkstätten“ in Pori gebaut, von 1901 bis 1921 vor Helsinki als Ersatzschiff auf Station Äransgrund eingesetzt. Im Jahre 1974 erfolgte die Außerdienststellung. Seit 1975 ist als Museumsschiff im Hafen von Helsinki und seit 2007 im Schiffahrtsmuseum in Kotka.
7. ↑  bis 1918 russisch ЛИБАВСКIЙ- lettisch, ab 1918 als finnische Kriegsbeute auf Station Relandersgrund, ab 1921 Station Äransgrund, nach Umbenennung HELSINKI bis Außerdienststellung, von 1961 Umbau als Hilfsschiff  HYÖKY bis 1983, um 1984 als Restaurantschiff und seit 2007 ist der weitere Verbleib als Museumsschiff im Hafen von Hamina.
8. ↑  Das finnische Feuerschiff wurde 1906 - 1907 bei „Maskin & Bro AB“ in Helsinki gebaut, 34 m 200 tn mit 2 Pfahlmasten. Wurde 1922 von einer Treibmine gesprengt.
9. ↑  Seit 1918 nach Bergung und Reparatur bis 1937 als RESERVE I in Helsinki. Nach Außerdienststellung von 1938 bis 1978 Expeditionsschiff VUOLLE. Verkauft zur Verschrottung, dann als Restaurantschiff in Kotka wieder aufgetaucht.
10. ↑  Das finnische Feuerschiff wurde 1925 in Turku gebaut, 40 m 360 tn. Während des II. WK diente es als Lotsenstation. Wurde 1958 Außerdienst gestellt und ab 1959 als Vermessungsschiff PAUHA umgebaut. 1980 verkauft und bei Schleppversuch im Saimaa-Kanal (sowjetisch) gestrandet und aufgegeben.
11. ↑  Es wurde 1888 bei „Crichton & Co. AB“ in Turku als rotes Dreimastiges Stahlschiff gebaut und versah auf Station den Dienst bis 1914 als No.317 auf S. 484-485 im russ. LF-Verzeichnis von 1900. Seit 1918 nach Bergung und Reparatur bis 1937 als RESERVE I in Helsinki. Nach Außerdienststellung von 1938 bis 1978 Expeditionsschiff VUOLLE. Verkauft zur Verschrottung, dann als Restaurantschiff in Kotka wieder aufgetaucht.
12. ↑  bis 1918 russisch ЛИБАВСКIЙ- lettisch, ab 1918 als finnische Kriegsbeute auf Station Relandersgrund, ab 1921 Station Äransgrund, nach Umbenennung HELSINKI bis Außerdienststellung, von 1961 Umbau als Hilfsschiff  HYÖKY bis 1983, um 1984 als Restaurantschiff und seit 2007 ist der weitere Verbleib als Museumsschiff im Hafen von Hamina.
13. ↑  Das finnische Feuerschiff wurde 1900 - 1901 in den „Mechanischen Werkstätten“ in Pori gebaut, von 1901 bis 1921 vor Helsinki auf Station Äransgrund eingesetzt. Von 1921 bis 1939 zum Winterkrieg auf Station und bis 1955 in Rauma. Bis zur Außerdienststellung 1974 Einsatz auf Station Kemi. Seit 1975 ist als Museumsschiff im Hafen von Helsinki und seit 2007 im Schiffahrtsmuseum in Kotka.
14. ↑  1879 auf der  Werft „Konepaja Oy“ in Viipur (Wyborg) gebaut, 30 m 190 tn Eisenrumpf zweimastig, Fockmast mit Topp-Ball. Als No.356 auf S. 514-515 im russ. LF-Verzeichnis von 1900. Ab 1888 nach Umbau und Erweiterung 1930 mit Nautophon. Auf Station bis Außerdienststellung 1957. Verkauf und Umbau als Motorfrachtschiff ÖSTERÖ, ab 1960 NORDÖ bis 1966, nach Grundberührung im Schärenmeer vor Houtskär gesunken.
15. ↑  1868 als Holzboot Segel-Schoner in Turku gebaut, bis 1884 auf Station und ab 1885 auf Station Relandersgrund. 1889 aufgelegt.
16. ↑  1885 als Stahl-Schiff-Segler auf der „Hietalahti“ Werft in Helsinki gebaut, Als No.398 auf S. 546-547 im russ. LF-Verzeichnis von 1900. Im Fockmast mit Topp-Ball und nachts mit 3 dioptrischen Leuchtfeuern, einer Laternenoptik der Pariser Firma Barbier et Fenestre, Paris (1862-1887). Bis 1944 auf Station und im Sturm gesunken.
17. ↑  1885 als Stahl-Schiff auf der „Hietalahti“ Werft in Helsinki gebaut. Von 1945 bis 1960 auf Station bis zur Außerdienststellung, nach Fertigstellung des Leuchtturms Utgrynan. Privatisiert und 1990 Umbau als Fischerei- später Vergnügungsschiff in Turku. Nach 2005 letztlich als Wrack am Yachthafen von Rymättylä gesichtet.
18. ↑  1885 als Stahl-Schiff in Helsinki bei „Skeppsdocka“ (der  späteren 								„Hietalhhti“ Werft) gebaut, 26 m 178 tn, zusammen mit dem Schwesterschiff SNIPAN. Als No.399 auf S. 548-549 im russ. LF-Verzeichnis von 1900. Im Fockmast mit Topp-Ball und nachts mit 3 dioptrischen Leuchtfeuern, einer Laternenoptik der Pariser Firma Barbier et Fenestre, Paris (1862-1887). Bis 1933 auf Station, von 1937 bis 1944 als FS RESERVE (VARAMAJAKKA I). Von 1945 bis 1960 auf Station Kvarken bis zur Außerdienststellung, nach Fertigstellung Leuchtturm Utgrynan. Privatisiert und 1990 Umbau als Fischerei- später Vergnügungsschiff in Turku. Nach 2005 letztlich als Wrack am Yachthafen von Rymättylä gesichtet.
19. ↑  Das Feuerschiff wurde 1892 bei „Crichton & Co. AB“ in Turku gebaut, 29 m 223 tn gebaut, No. 460 auf S. 592-593 im russ. LF-Verzeichnis von 1900. Bis 1905 auf der Station Nahkiainen von 1906 bis 1932 als Feuerschiff auf Station und von 1933 bis 1956 auf Station Kemi (ehemals Plevna) bis zur Außerdienststellung. Von 1956 bis 1978 als Hilfsschiff MKH 4 dann KUOHU bei der Vermessungsexpedition im Verband mit dem Versorgungsschiff PAUHA. Danach um 1980 wurde es zur Verschrottung verkauft.
20. ↑  Als Feuerschiff Mäylä wurde es 1884 auf der „Hietalahti“ Werft in Helsinki gebaut, 26 m und 150 t, No. 425 auf S. 568-569 im russ. LF-Verzeichnis von 1900. Von  1889 bis 1905 als PLEWNA auf Station vor Kemi. Von 1906 bis 1956 als Feuerschiff auf Station und durch den festen Leuchtturm Nahkiainen ersetzt. In den 1970er Jahren verkauft und als Kiestransporter genutzt, nach ein paar Jahren in Hamina verschrottet.
21. ↑  Als Feuerschiff Mäylä wurde es 1884 auf der „Hietalahti“ Werft in Helsinki gebaut, 26 m und 150 t und von  1889 bis 1905 als Plewna auf Station vor Kemi.
22. ↑  Das finnische Feuerschiff wurde 1900 - 1901 in den „Mechanischen Werkstätten“ in Pori gebaut, von 1901 bis 1921 vor Helsinki als Ersatzschiff auf Station Äransgrund eingesetzt. Im Jahre 1974 erfolgte die Außerdienststellung auf Station Kemi nach der Fertigstellung des Leuchtturms Kemi 2 (C4082.5, 18796). Seit 1975 ist als Museumsschiff im Hafen von Helsinki und seit 2007 im Schiffahrtsmuseum in Kotka.

Bilder von finnischen Feuerschiffen
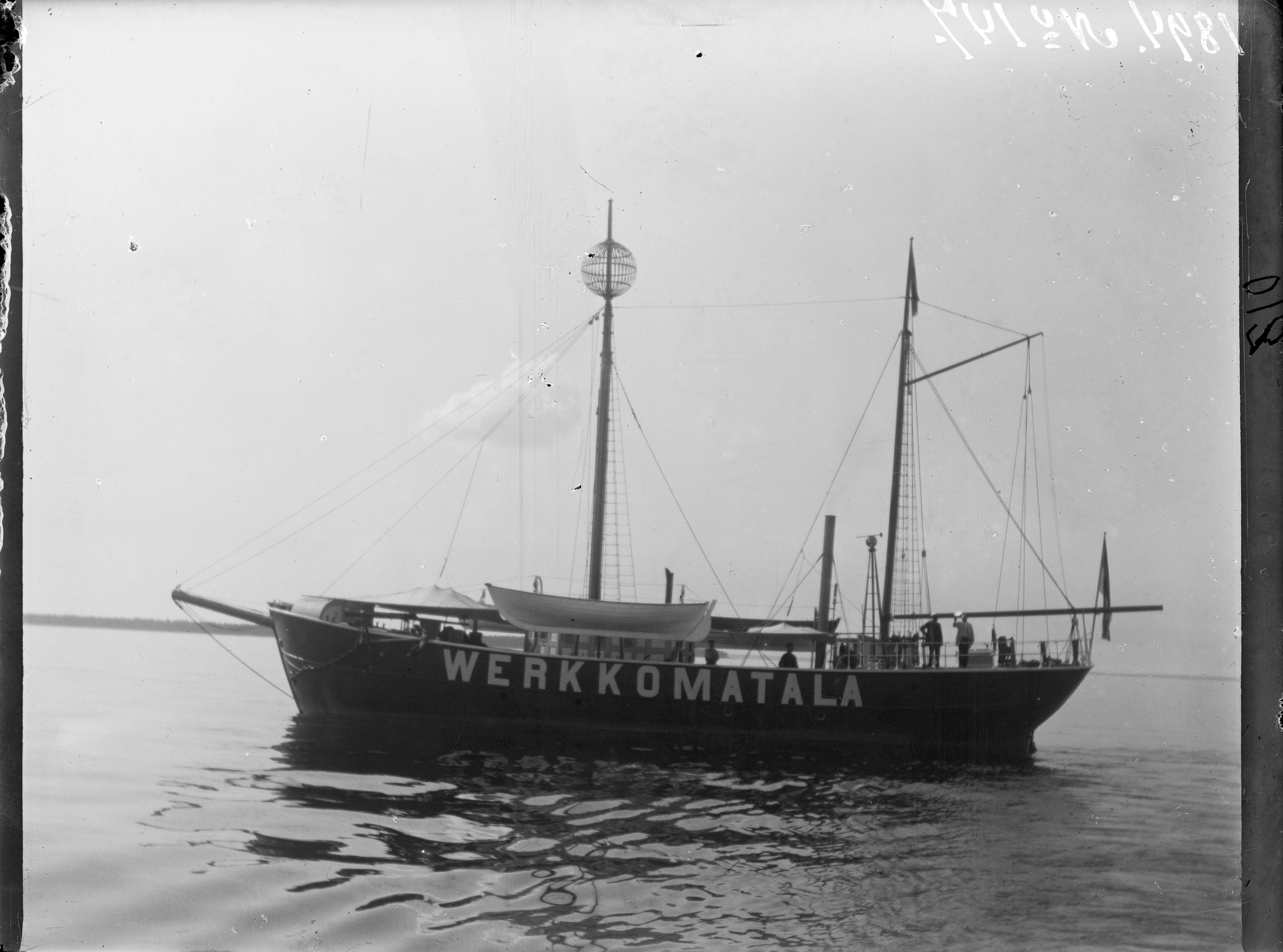
LS WERKKOMATALA auf See, um 1894
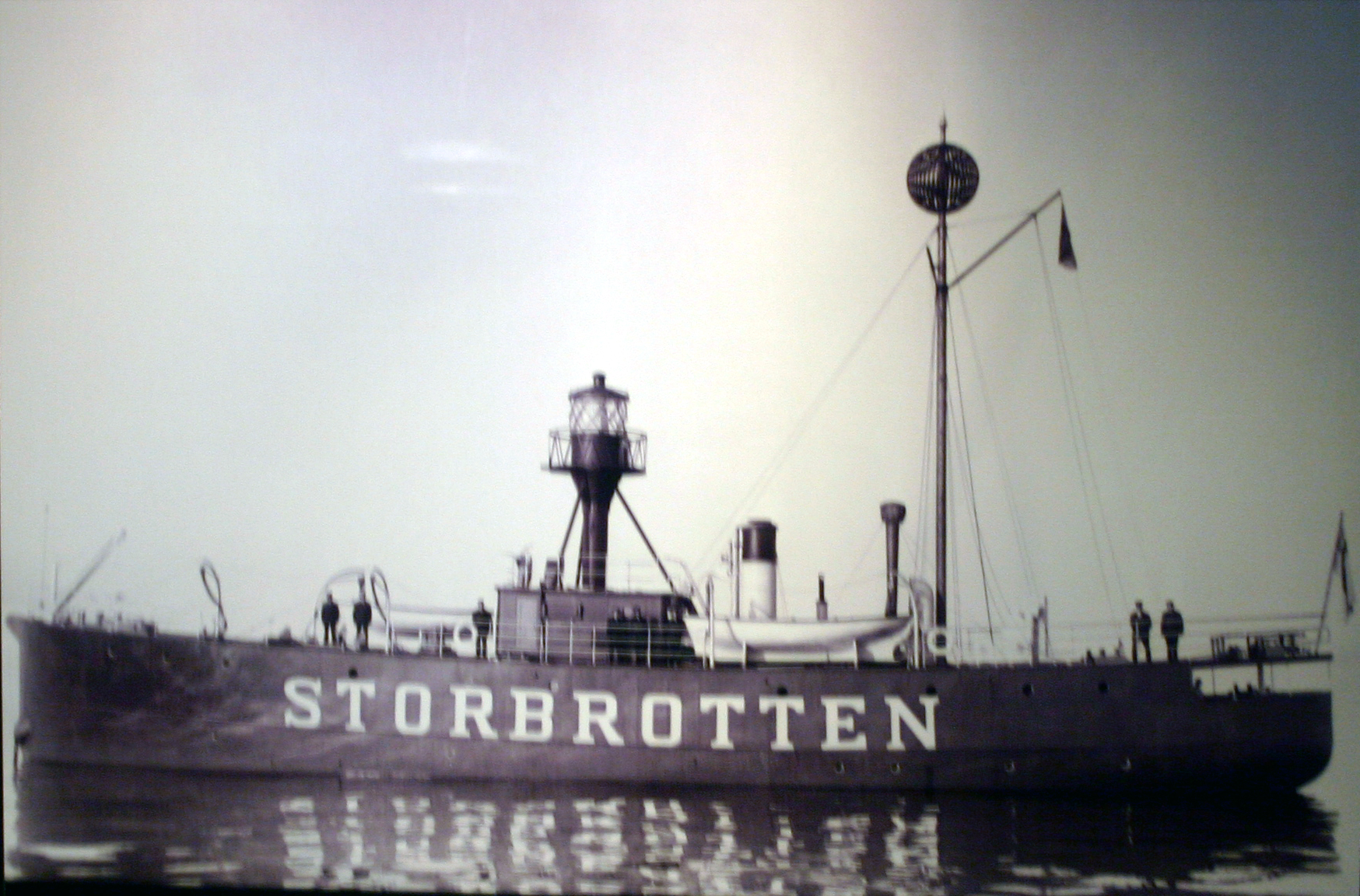
LS STOREBROTTEN II, von 1925
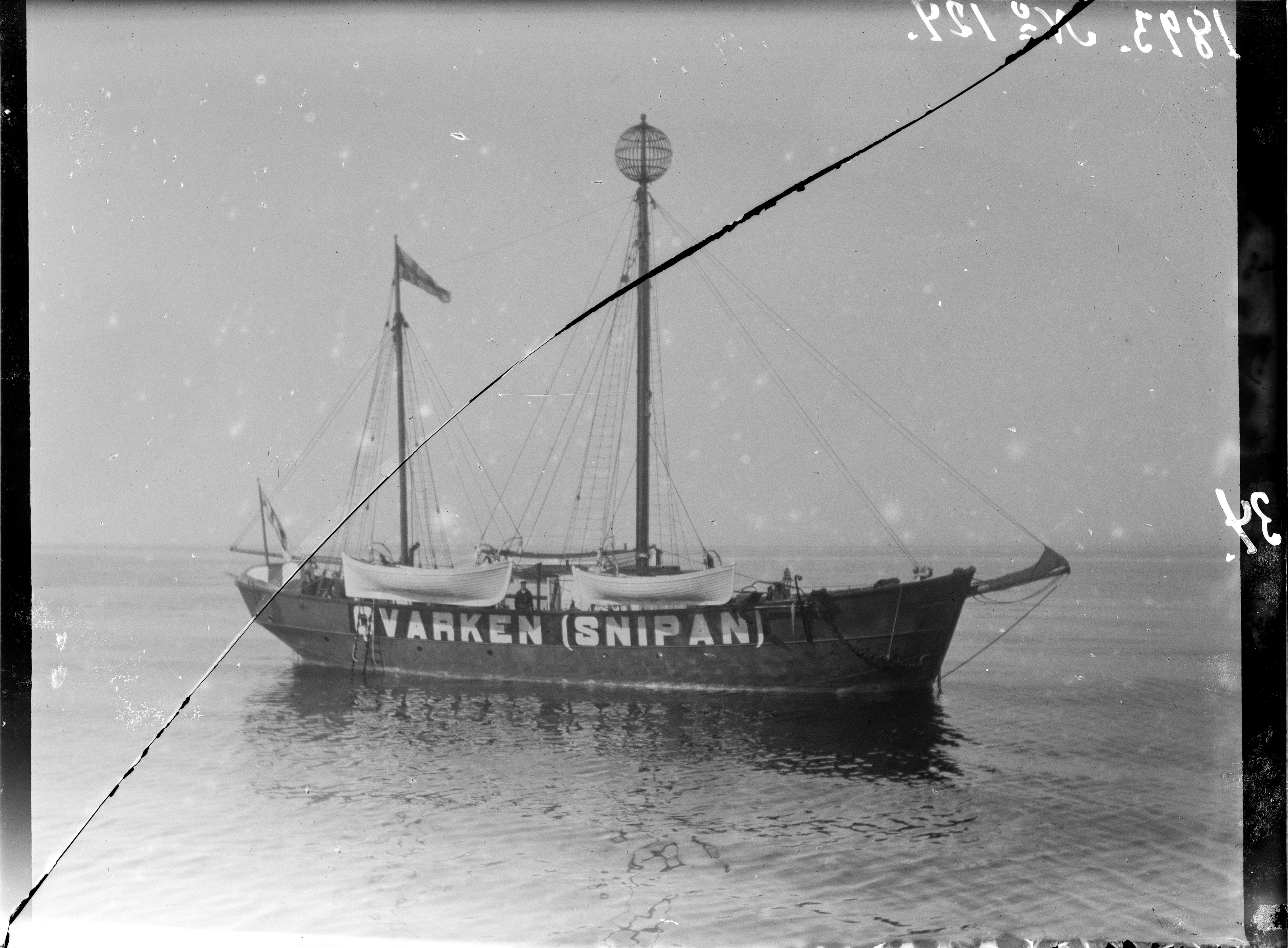
LS SNIPAN II, 1893
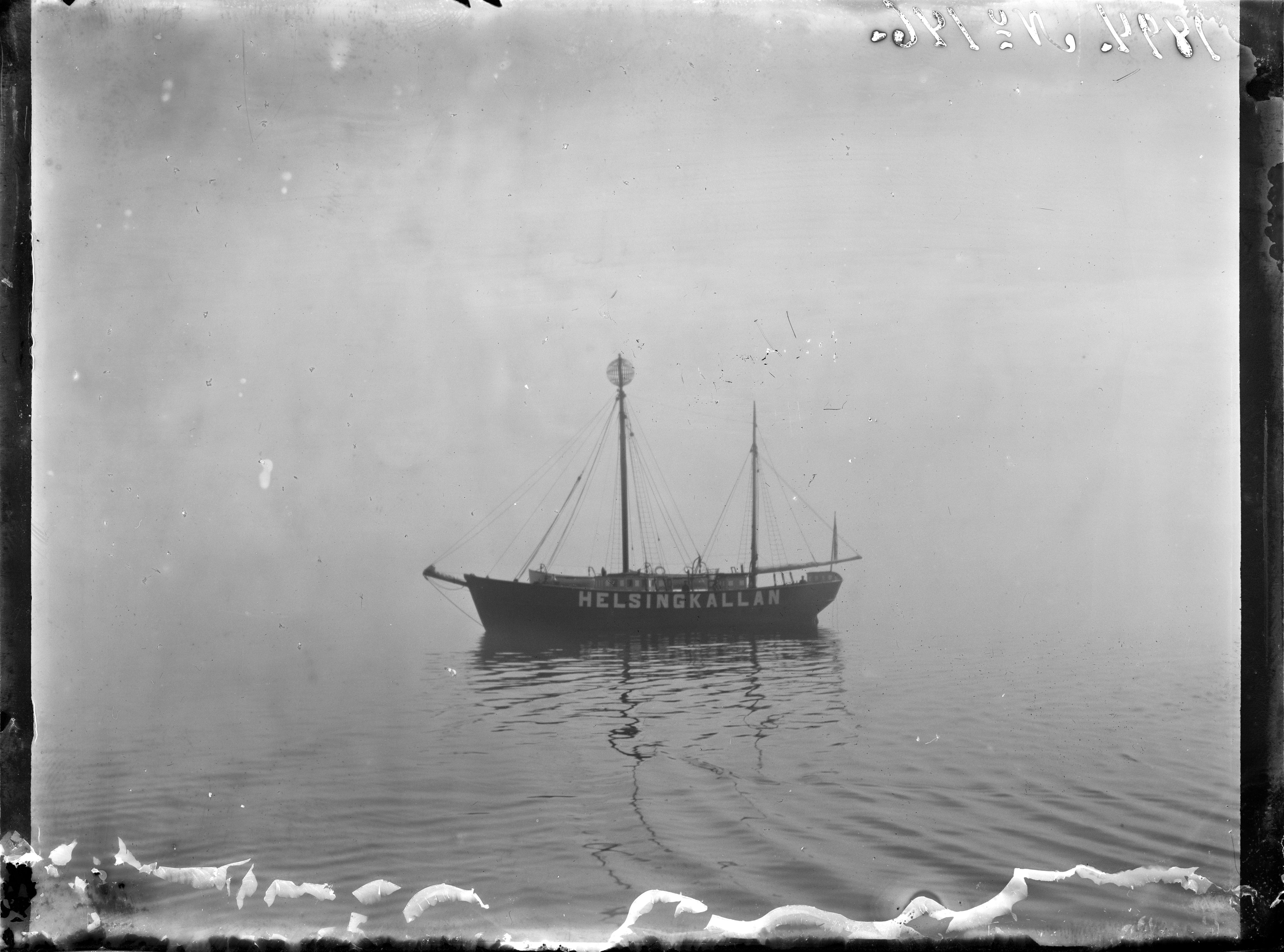
LS HELSINGKALLAN, um 1894
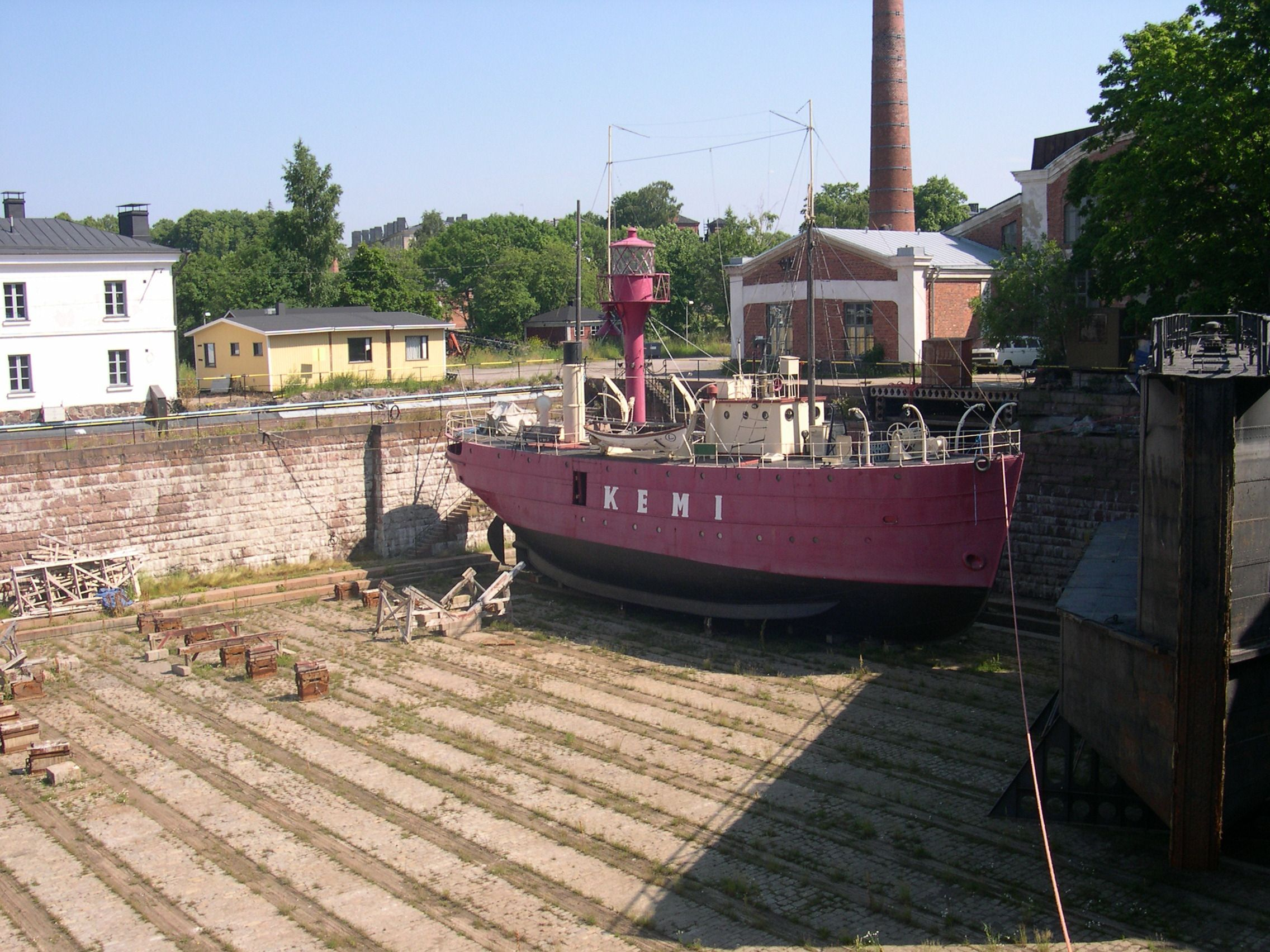
LS KEMI Ansicht im Dock, 2005
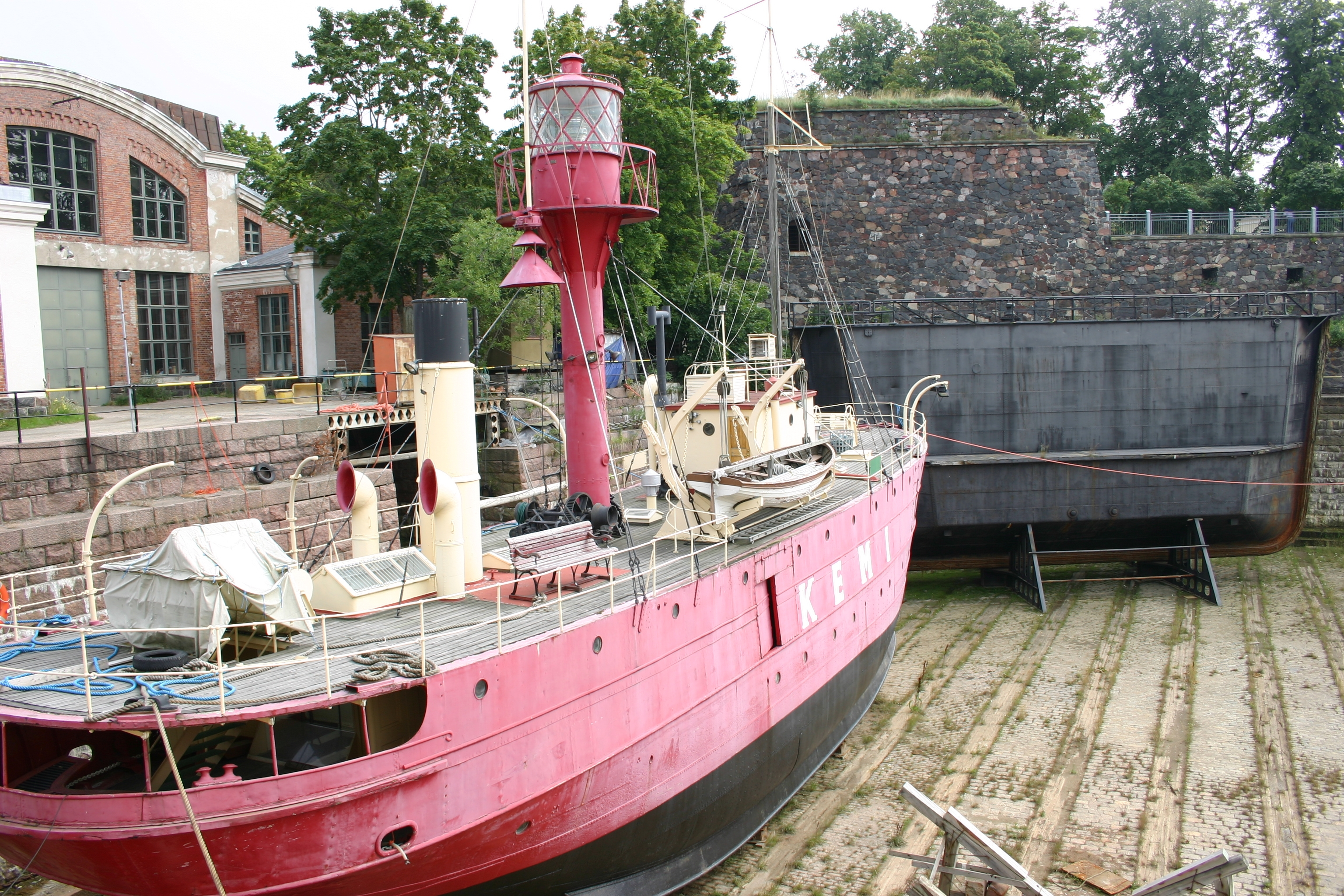
Ansicht im Dock Helsinki, 2005
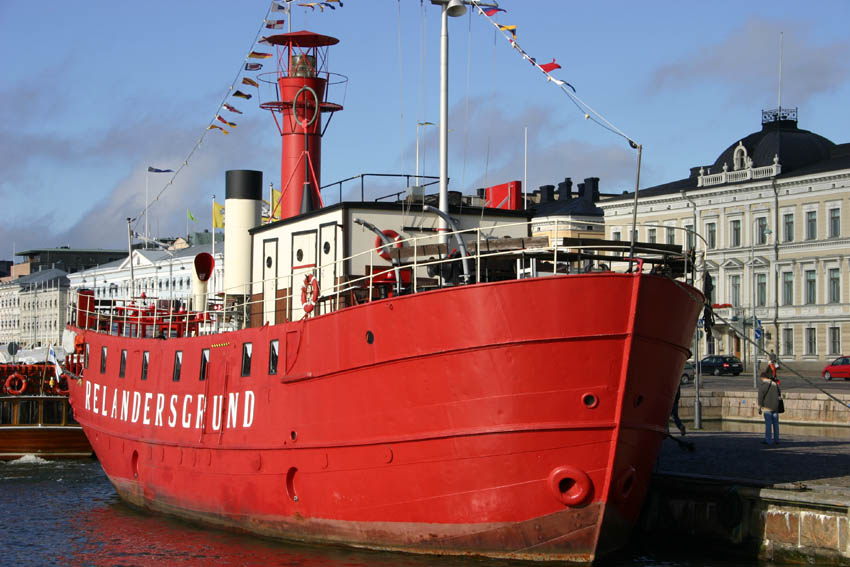
LS RELANDERSGRUND in Helsinki, 2007
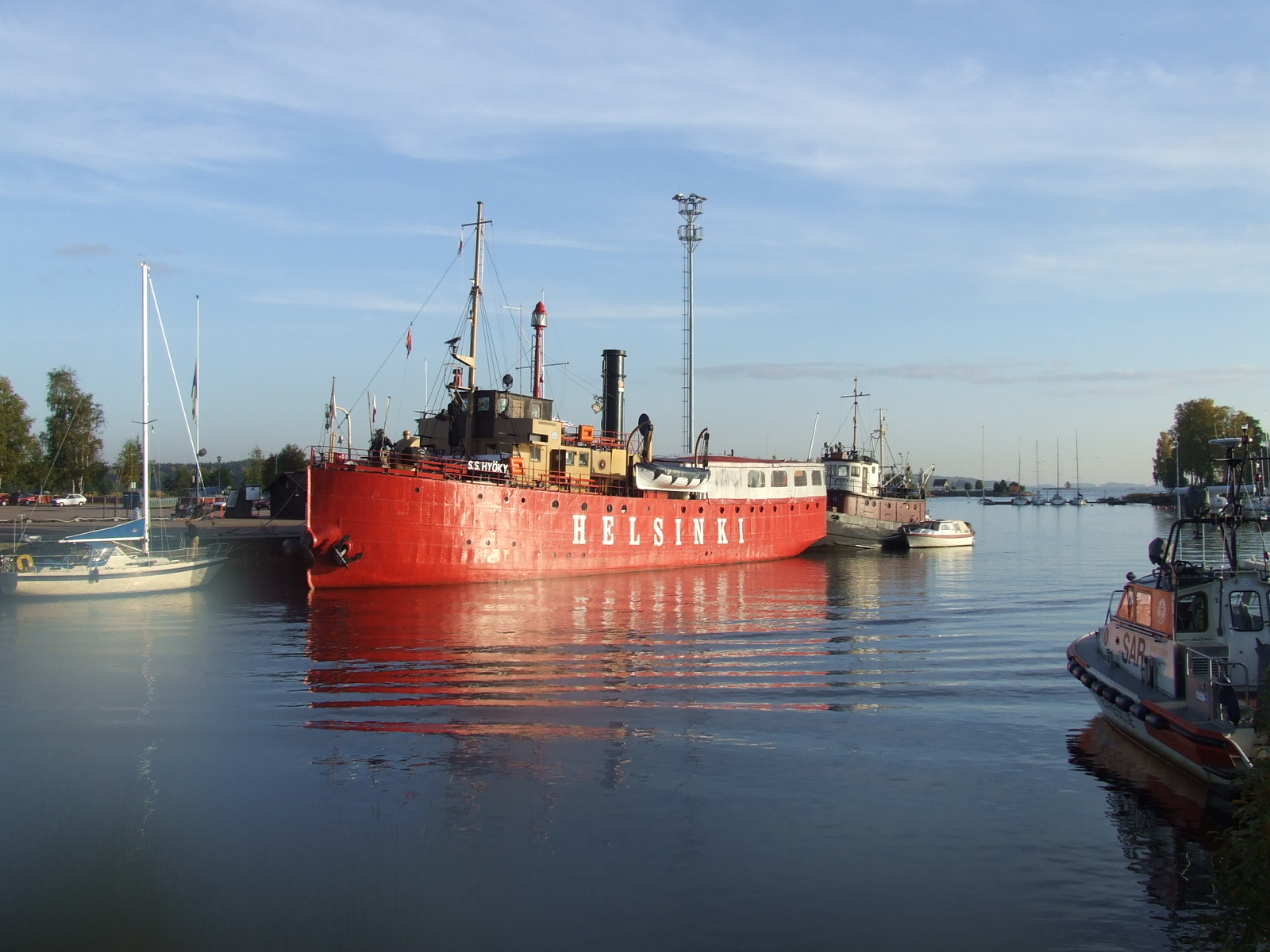
Feuerschiff HELSINKI in Hamina, 2008
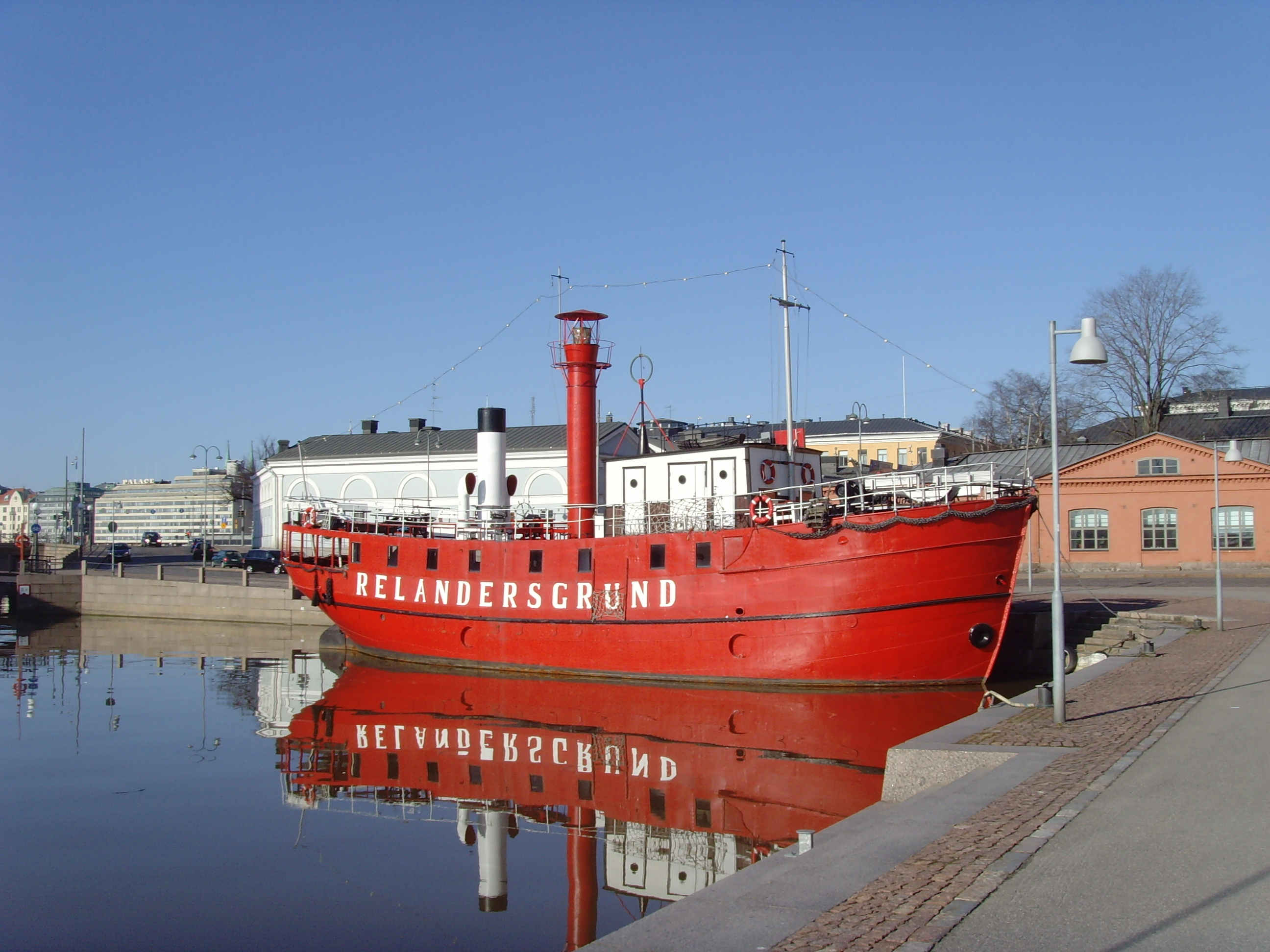
LS RELANDERSGRUND in Helsinki, 2013
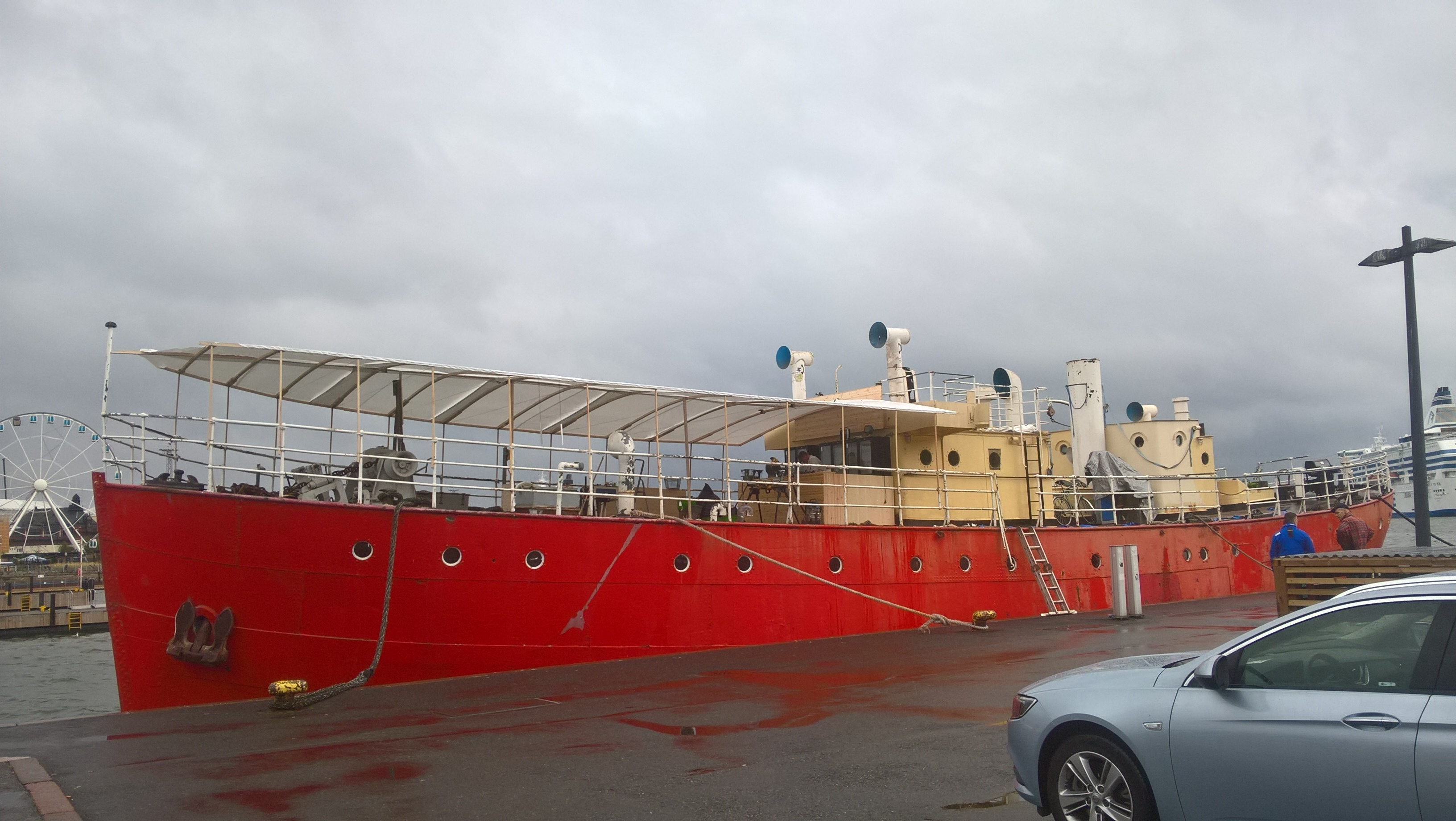
ex. LS VINGA in Helsinki, 2018
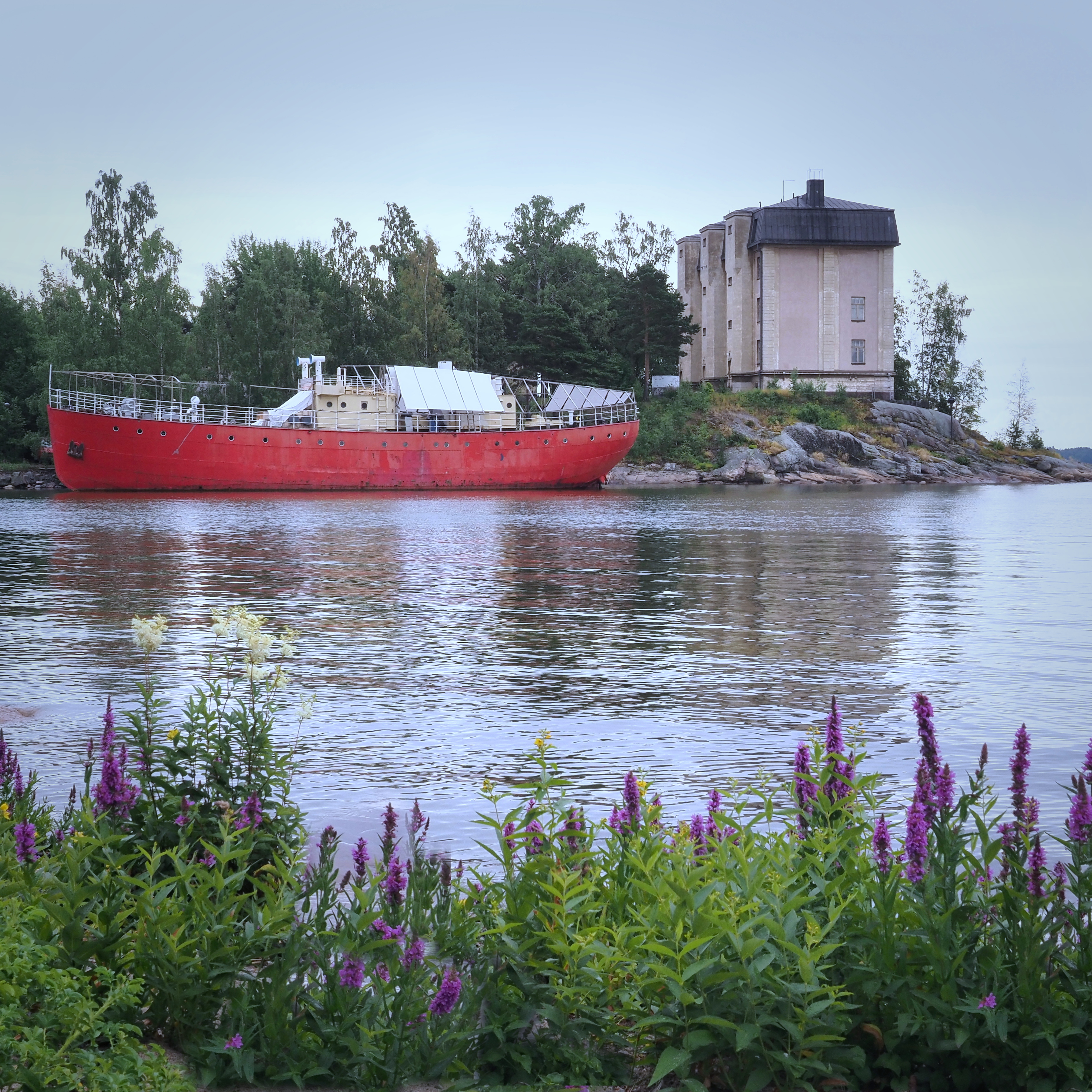
ex. LS VINGA Hylkysaari, 2019